# Sophia Antipolis

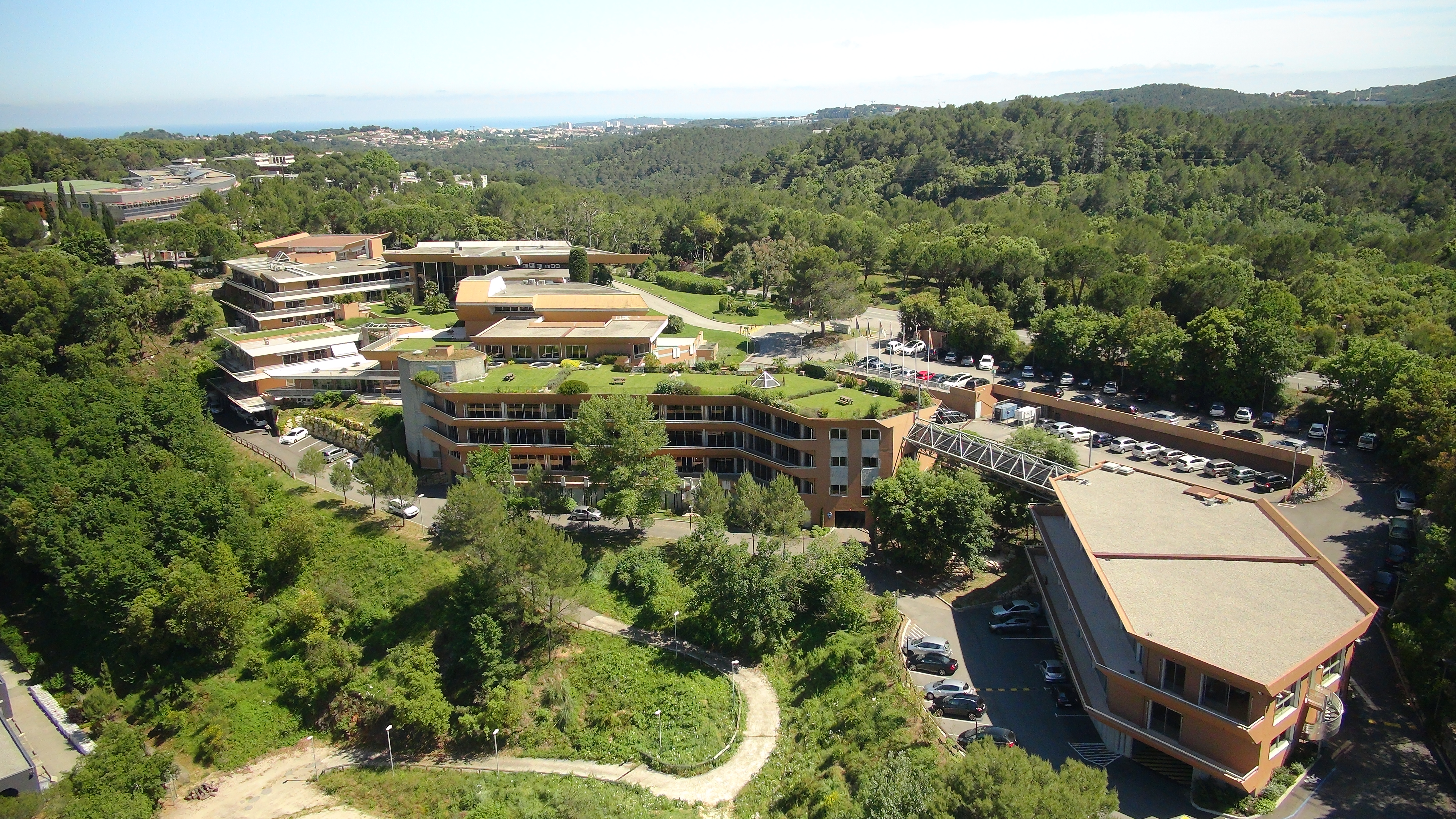
Sophia Antipolis

O Sophia Antipolis é um parque tecnológico localizado a noroeste de Antibes e sudoeste de Nice, no sul da França, na Riviera Francesa.
Antipolis é o nome grego antigo para a cidade de Antibes, e o nome Sophia refere-se à deusa da sabedoria. Fundado em 1970, o parque tecnológico abriga cerca de 1.300 empresas, principalmente nos setores de TI, eletrônicos, farmacêutico e biotecnologia, e trabalha em estreita colaboração com a Université Côte-d'Azur. A área tem mais de 9.000 habitantes e abrange uma área de 2.400 hectares nas comunas de Antibes, Biot, Vallauris, Valbonne e Mougins.
O European Telecommunications Standards Institute está sediado em Sophia Antipolis.